# Гургумахи
Гургумахи (дарг. Гьургьумахьи) — село в Левашинском районе Дагестана.

## География
Расположено в 32 км к юго-западу от районного центра Леваши.

## Население
| 1926 | 1939 | 1970 | 1989 | 2002 | 2010 | 2021 |
| ---- | ---- | ---- | ---- | ---- | ---- | ---- |
| 106  | ↗190 | ↗231 | ↗317 | ↗486 | ↗538 | ↗643 |

## Улицы
Улицы села:
| - Курбанова - М.Расулова - Футбольная - Центральная |